# Tectaria subrepanda
Tectaria subrepanda är en ormbunkeart som först beskrevs av Bak., och fick sitt nu gällande namn av Carl Frederik Albert Christensen. Tectaria subrepanda ingår i släktet Tectaria och familjen Tectariaceae. Inga underarter finns listade.